# Hong Kong Songs
La Hong Kong Songs è la classifica dei brani musicali più venduti e riprodotti in streaming ad Hong Kong, lanciata il 15 febbraio 2022 e redatta settimanalmente da Billboard.
La classifica, contemplante i dati di riproduzione in streaming e di vendite digitali fornite dalla Luminate Data, raggruppa le venticinque canzoni più popolari a livello nazionale nella città asiatica.

## Singoli al numero uno

### 2022
| Settimana         | Artista           | Brano                                       | Note   |
| ----------------- | ----------------- | ------------------------------------------- | ------ |
| 19 febbraio 2022  | MC Cheung Tinfu   | Pillow Talk                                 | [ 2 ]  |
| 26 febbraio 2022  | MC Cheung Tinfu   | Pillow Talk                                 | [ 3 ]  |
| 5 marzo 2022      | Ayanga e Hoyo-Mix | Regression                                  | [ 4 ]  |
| 12 marzo 2022     | MC Cheung Tinfu   | Pillow Talk                                 | [ 5 ]  |
| 19 marzo 2022     | MC Cheung Tinfu   | Pillow Talk                                 | [ 6 ]  |
| 26 marzo 2022     | MC Cheung Tinfu   | Pillow Talk                                 | [ 7 ]  |
| 2 aprile 2022     | MC Cheung Tinfu   | Pillow Talk                                 | [ 8 ]  |
| 9 aprile 2022     | MC Cheung Tinfu   | Pillow Talk                                 | [ 9 ]  |
| 16 aprile 2022    | Big Bang          | Still Life                                  | [ 10 ] |
| 23 aprile 2022    | WeiBird           | Red Scarf                                   | [ 11 ] |
| 30 aprile 2022    | MC Cheung Tinfu   | Caution Wet Floor                           | [ 12 ] |
| 7 maggio 2022     | MC Cheung Tinfu   | Caution Wet Floor                           | [ 13 ] |
| 14 maggio 2022    | MC Cheung Tinfu   | Pillow Talk                                 | [ 14 ] |
| 21 maggio 2022    | MC Cheung Tinfu   | Pillow Talk                                 | [ 15 ] |
| 28 maggio 2022    | Hins Cheung       | Sài lè sī de ài                             | [ 16 ] |
| 4 giugno 2022     | Hins Cheung       | Sài lè sī de ài                             | [ 17 ] |
| 11 giugno 2022    | MC Cheung Tinfu   | Pillow Talk                                 | [ 18 ] |
| 18 giugno 2022    | MC Cheung Tinfu   | Pillow Talk                                 | [ 19 ] |
| 25 giugno 2022    | MC Cheung Tinfu   | Pillow Talk                                 | [ 20 ] |
| 2 luglio 2022     | Keung To          | Dear My Friend,                             | [ 21 ] |
| 9 luglio 2022     | Keung To          | Dear My Friend,                             | [ 22 ] |
| 16 luglio 2022    | Keung To          | Dear My Friend,                             | [ 23 ] |
| 23 luglio 2022    | Jay Chou          | Greatest Works of Art                       | [ 24 ] |
| 30 luglio 2022    | MC Cheung Tinfu   | A Gentleman's Guide to Old-Fashioned Dating | [ 25 ] |
| 6 agosto 2022     | MC Cheung Tinfu   | A Gentleman's Guide to Old-Fashioned Dating | [ 26 ] |
| 13 agosto 2022    | MC Cheung Tinfu   | A Gentleman's Guide to Old-Fashioned Dating | [ 27 ] |
| 20 agosto 2022    | MC Cheung Tinfu   | A Gentleman's Guide to Old-Fashioned Dating | [ 28 ] |
| 27 agosto 2022    | MC Cheung Tinfu   | A Gentleman's Guide to Old-Fashioned Dating | [ 29 ] |
| 3 settembre 2022  | Blackpink         | Pink Venom                                  | [ 30 ] |
| 10 settembre 2022 | MC Cheung Tinfu   | A Gentleman's Guide to Old-Fashioned Dating | [ 31 ] |
| 17 settembre 2022 | MC Cheung Tinfu   | A Gentleman's Guide to Old-Fashioned Dating | [ 32 ] |
| 24 settembre 2022 | MC Cheung Tinfu   | A Gentleman's Guide to Old-Fashioned Dating | [ 33 ] |
| 1º ottobre 2022   | Blackpink         | Shut Down                                   | [ 34 ] |
| 8 ottobre 2022    | MC Cheung Tinfu   | A Gentleman's Guide to Old-Fashioned Dating | [ 35 ] |
| 15 ottobre 2022   | MC Cheung Tinfu   | A Gentleman's Guide to Old-Fashioned Dating | [ 36 ] |
| 22 ottobre 2022   | MC Cheung Tinfu   | A Gentleman's Guide to Old-Fashioned Dating | [ 37 ] |
| 29 ottobre 2022   | MC Cheung Tinfu   | A Gentleman's Guide to Old-Fashioned Dating | [ 38 ] |
| 5 novembre 2022   | Dear Jane         | What Happened                               | [ 39 ] |
| 12 novembre 2022  | Dear Jane         | What Happened                               | [ 40 ] |
| 19 novembre 2022  | Dear Jane         | What Happened                               | [ 41 ] |
| 26 novembre 2022  | Dear Jane         | What Happened                               | [ 42 ] |
| 3 dicembre 2022   | Dear Jane         | What Happened                               | [ 43 ] |
| 10 dicembre 2022  | Dear Jane         | What Happened                               | [ 44 ] |
| 17 dicembre 2022  | Dear Jane         | What Happened                               | [ 45 ] |
| 24 dicembre 2022  | Dear Jane         | What Happened                               | [ 46 ] |
| 31 dicembre 2022  | Dear Jane         | What Happened                               | [ 47 ] |

### 2023
| Settimana         | Artista               | Brano                  | Note   |
| ----------------- | --------------------- | ---------------------- | ------ |
| 7 gennaio 2023    | Dear Jane             | What Happened          | [ 48 ] |
| 14 gennaio 2023   | Dear Jane             | What Happened          | [ 49 ] |
| 21 gennaio 2023   | Dear Jane             | What Happened          | [ 50 ] |
| 28 gennaio 2023   | Dear Jane             | What Happened          | [ 51 ] |
| 4 febbraio 2023   | MC Cheung Tinfu       | The One for You        | [ 52 ] |
| 11 febbraio 2023  | MC Cheung Tinfu       | The One for You        | [ 53 ] |
| 18 febbraio 2023  | MC Cheung Tinfu       | The One for You        | [ 54 ] |
| 25 febbraio 2023  | Dear Jane             | What Happened          | [ 55 ] |
| 4 marzo 2023      | MC Cheung Tinfu       | The One for You        | [ 56 ] |
| 11 marzo 2023     | Dear Jane             | What Happened          | [ 57 ] |
| 18 marzo 2023     | Gareth.T              | Loner Anthem           | [ 58 ] |
| 25 marzo 2023     | Gareth.T              | Loner Anthem           | [ 59 ] |
| 1º aprile 2023    | Keung To              | Tsui                   | [ 60 ] |
| 8 aprile 2023     | Dear Jane             | What Happened          | [ 61 ] |
| 15 aprile 2023    | Jisoo                 | Flower                 | [ 62 ] |
| 22 aprile 2023    | Jisoo                 | Flower                 | [ 63 ] |
| 29 aprile 2023    | Jisoo                 | Flower                 | [ 64 ] |
| 6 maggio 2023     | Hins Cheung           | Imaginary Fairground   | [ 65 ] |
| 13 maggio 2023    | Terence Lam           | Wàn yī nǐ shìgè hǎorén | [ 66 ] |
| 20 maggio 2023    | Fifty Fifty           | Cupid                  | [ 67 ] |
| 27 maggio 2023    | Fifty Fifty           | Cupid                  | [ 68 ] |
| 3 giugno 2023     | Fifty Fifty           | Cupid                  | [ 69 ] |
| 10 giugno 2023    | Keung To              | Tsui                   | [ 70 ] |
| 17 giugno 2023    | Keung To              | Dummy                  | [ 71 ] |
| 24 giugno 2023    | Keung To              | Dummy                  | [ 72 ] |
| 1º luglio 2023    | Keung To              | Dummy                  | [ 73 ] |
| 8 luglio 2023     | Keung To              | Dummy                  | [ 74 ] |
| 15 luglio 2023    | Keung To              | Dummy                  | [ 75 ] |
| 22 luglio 2023    | NewJeans              | Super Shy              | [ 76 ] |
| 29 luglio 2023    | Jung Kook feat. Latto | Seven                  | [ 77 ] |
| 5 agosto 2023     | Jung Kook feat. Latto | Seven                  | [ 78 ] |
| 12 agosto 2023    | MC Cheung Tinfu       | Inhale                 | [ 79 ] |
| 19 agosto 2023    | Jung Kook feat. Latto | Seven                  | [ 80 ] |
| 26 agosto 2023    | Jung Kook feat. Latto | Seven                  | [ 81 ] |
| 2 settembre 2023  | Jung Kook feat. Latto | Seven                  | [ 82 ] |
| 9 settembre 2023  | Jung Kook feat. Latto | Seven                  | [ 83 ] |
| 16 settembre 2023 | Jung Kook feat. Latto | Seven                  | [ 84 ] |
| 23 settembre 2023 | MC Cheung Tinfu       | Not My Problem         | [ 85 ] |
| 30 settembre 2023 | Jung Kook feat. Latto | Seven                  | [ 86 ] |